# Alfred Leuschke
Otto Rudolf Alfred Leuschke (* 27. März 1845 in Dresden; † 21. Januar 1932 ebenda) war ein deutscher Lehrer und Autor. Er war Vorsitzender des Sächsischen Lehrervereins.

## Leben
Er war der Sohn des Dresdner Schuhmachermeisters Ferdinand Fürchtegott Leuschke und dessen zweiter Ehefrau Amalie Eleonore geborene Müller. Nach dem Besuch der Bürgerschule ging er 1859 an das Fletscher'sche Seminar in Dresden, das er 1864 verließ. 1866 wurde er Hilfslehrer in Dresden an der VI. Bürgerschuler, wo er später zum Oberlehrer befördert wurde. Er war viele Jahre Vorsitzender des Dresdner Lehrervereins. 1897 zog er sich vom Vorsitz zurück und wurde Stellvertreter. Im darauffolgenden Jahr wurde er zum Vorsitzenden des Sächsischen Lehrervereins gewählt.
Leuschke schrieb u. a. für die Bunten Bilder aus dem Sachsenlande und Die deutsche Schule und verschiedene Zeitungen und Zeitschriften.
Seit 1902 war Leuschke mit der Klavierlehrerin Marie Anna Becker verheiratet.
Er rief eine nach ihm benannte Stiftung im Dresdner Lehrerverein ins Leben, die bis zur Auflösung des Vereins am Ende des Zweiten Weltkrieges existierte.

## Werke (Auswahl)
- Kriebstein und Rochsburg, zwei Perlen landschaftlicher Schönheit. In: Bunter Bilder aus dem Sachsenlande. Für Jugend und Volk herausgegeben. Julius Klinkhardt, Leipzig 1892, S. 186–193.
- Festschrift zur Feier des Fünfzigjährigen Bestehens des Allgemeinen Sächsischen Lehrervereins. Becker, Dresden 1899.
- Zur Geschichte der Lehrerbildungsfrage im Königreiche Sachsen. Becker, Dresden 1904.
- Julius Kell. In: Die deutsche Schule 1913, S. 282–284.
- Friedrich August Berthelt und seine Stellung in der Geschichte der deutschen Volksschule mit Bildnissen Berthelts, Pestalozzis, Diesterwegs und Dinters, sowie der alten Schule und Kirche in Krippen und dem Grabe Berthelts. Meinhold, Dresden 1915.
- Religions- oder Moralunterricht? Ein Beitrag zur Lösung dieser Frage. Becker, Dresden 1919.
- Erinnerungen. Dresdner Lehrerverein, Dresden 1925.